# 安川寛三郎

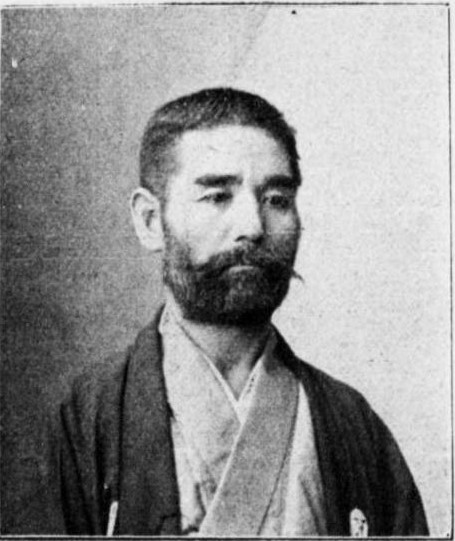
安川寛三郎

安川 寛三郎（やすかわ かんざぶろう、1855年1月8日（安政元年11月20日）- 1926年（大正15年）7月22日）は、明治から大正期の農業経営者、醸造家、政治家。衆議院議員、千葉県長生郡茂原町長。旧姓・横堀、幼名・篤造、号・雲山。

## 経歴
上総国長柄郡茂原村（千葉県長柄郡茂原町茂原、長生郡茂原町茂原を経て現茂原市）で、横堀確三郎の三男として生まれる。漢学を修めた。その後、代々里正を務め、醤油・酢製造業の酢屋当主、茶園も経営していた先代安川寛三郎の養子となる。1879年（明治12年）養父の死去に伴い家督を相続し寛三郎を襲名した。
家業を受け継ぎ、紅茶をイギリスに輸出するなど茶業経営に励んだ。1884年（明治17年）茂原町用掛となり、千葉県勧業諮問会員、長柄上埴生茶業組合委員長などを務め、地域の茶業振興に尽力した。
自由民権運動に加わり、長柄郡、上埴生郡に中和会を設立した。茂原町会議員、長生郡会議員、同議長を務めた。1889年（明治22年）5月、千葉県会議員補欠選挙で当選し1890年（明治23年）3月まで在任し、長柄郡・上埴生郡の所得税調査員も務めた。1892年（明治25年）4月から1893年（明治26年）10月まで茂原町長を務め、小学校建設、茶業振興などに尽力した。
1902年（明治35年）8月、第7回衆議院議員総選挙（千葉県郡部、立憲政友会）で初当選。第8回総選挙でも再選され、衆議院議員に連続2期在任した。
政界を引退後、北海道に移り面積数千町歩の開拓事業を行い、牧畜業、製材業を営んだ。その後、郷里に戻った。

## 国政選挙歴
- 第3回衆議院議員総選挙（千葉県第6区、1894年3月、自由党）次点落選[8]
- 第7回衆議院議員総選挙（千葉県郡部、1902年8月、立憲政友会）当選[1][7]
- 第8回衆議院議員総選挙（千葉県郡部、1903年3月、立憲政友会）当選[1][7]